# Гілея (науковий вісник)
«Гілея» (науковий вісник) — український збірник наукових праць суспільно-гуманітарної тематики, присвячений питанням багатоаспектного висвітлення проблем історії, теорії та практики вітчизняної політології та філософії. Видається за рішенням Вченої ради Національного педагогічного університету імені М. П. Драгоманова та президії ГО «Українська академія наук».
Постановою ВАК України від 14 вересня 2006 р. збірник включений до Переліків наукових фахових видань з історичних, філософських та політичних наук. Не є фаховим з 13.03.2020.
Публікація статей у збірнику платна для авторів.
Редакція видання знаходиться у Києві. Крім того, наявні регіональні відділення редакції у 11 містах України.

## Оцінки
У березні 2018 року в статті на порталі «Historians», присвяченій рецензії на дисертацію з єгиптології, старший науковий співробітник Інституту сходознавства імені Агатангела Кримського НАН України Олена Романова стверджувала, що «Гілея» належить до категорії так званих «хижацьких журналів», які публікують «все, за що платять». Про це, за словами дослідниці, свідчила інформація для авторів, у якій вказано, що автори мають подавати до друку готову рецензію на статтю, а також квитанцію про сплату.
У жовтні 2019 року в рецензії на докторську дисертацію Петра Ющенка 14 українських істориків, зокрема Георгій Касьянов, Олена Романова, Євген Синиця, Олексій Толочко та інші, назвали журнал таким, що має ознаки хижацького та публікує псевдонаукові статті. Зокрема вони послалися на експеримент з публікації завідомо неякісної статті з культурології, яку з 25 журналів опублікували 3, зокрема «Гілея».
У 2019 року журнал отримав антипремію Академічна негідність у номінації «Мурзилка 2019».